# Bankers Hill

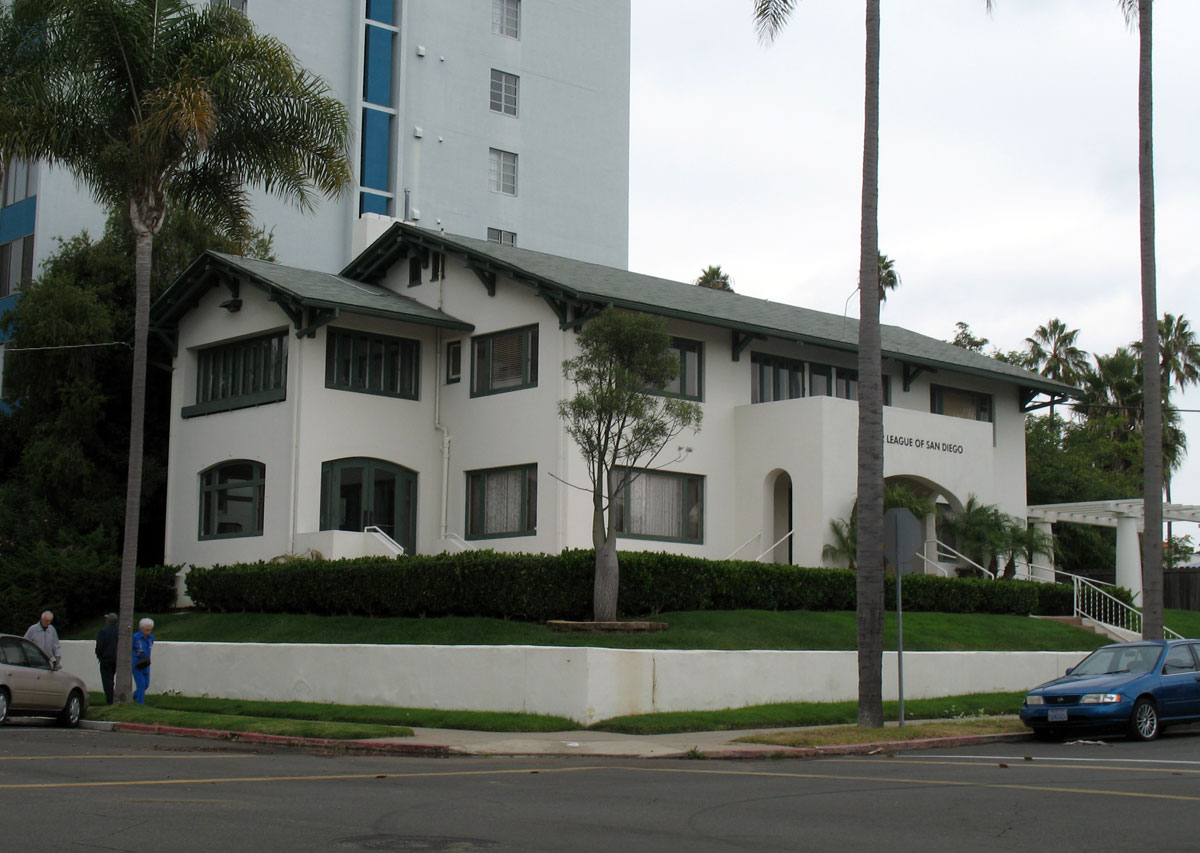
Third Avenue, Bankers Hill, San Diego (2007)

Bankers Hill ist ein Stadtviertel der kalifornischen Stadt San Diego. Es befindet sich im Norden San Diegos unweit des Balboa Parks. Im Norden grenzt Bankers Hill an Hillcrest und Mission Hills, im Süden an die Downtown von San Diego, im Osten an Balboa Park und im Westen an Little Italy und den Flughafen San Diego. Südlich der Laurel Avenue und westlich der 5th Avenue handelt es sich überwiegend um ein Wohnviertel. Entlang der 6th Avenue entstanden in den letzten Jahren eine Reihe von Neubauten. Anhöhen im Westen erlauben einen Ausblick über die Stadt.